# Juillet 1946
Cette page présente les faits marquants du mois de juillet 1946.

## Événements
- France : conférence du Palais-Royal à laquelle participent syndicats, patronat et gouvernement, avec comme ordre du jour : les salaires et les prix.
- Pologne : Après le pogrom de Kielce, l'exode des Juifs — Brihah — s'intensifie. Le groupe Kovner met en place un réseau de stations relais qui conduit les survivants, ainsi que les Juifs polonais qui avaient survécu en Union soviétique, vers les zones occupées par les Américains en Allemagne et en Autriche, ainsi qu'en Italie. Les officiers américains et les officiels tchécoslovaques autorisent tacitement cette infiltration. Ce mouvement concerna de 90 000 à 150 000 juifs.

- 4 juillet, Philippines : proclamation de l’indépendance de la République des Philippines.

- 4 juillet, Pologne : Pogrom de Kielce

- 5 juillet, France : Louis Réard présente à la piscine Molitor à Paris le premier bikini, « plus petit que le plus petit des maillots du monde » et ainsi nommé en référence à un essai nucléaire américain réalisé cinq jours auparavant sur l'atoll de Bikini, dans le Pacifique, voir photo.

- 6 juillet, Allemagne : au procès de Nuremberg, la défense de Goering plaide non coupable expliquant en quoi les accusés ne se sentent pas responsables des crimes dont ils sont accusés.

- 7 juillet : Howard Hughes qui réalise le premier vol d'essai de l'avion de reconnaissance XF-11 s'écrase sur trois maisons de Beverly Hills[1].

- 10 juillet, Allemagne : conférence de la paix réunissant à Paris le Conseil des ministres des Affaires étrangères. Georges Bidault expose la position de la France sur les conditions d'occupation de l'Allemagne.

- 11 juillet, France : création du Centre de formation des journalistes.

- 14 juillet, France :
  - visite officielle de Winston Churchill à Metz.
  - Grand Prix automobile d'Albi.

- 16 juillet :
  - États-Unis : explosion nucléaire à l'air libre dans le cadre du projet Manhattan à Trinity, Alamogordo, Nouveau-Mexique. Il s'agit de la première explosion nucléaire américaine instrumentée qui conduira à la bombe A de Trinity. Élaborée à partir d'une "composition B", cette bombe contient 1 000 curies de produits fissiles. Elle explosa à 1,5 km du Ground Zéro de Trinity afin de tester les instruments, voir photos.
  - France : publication du décret portant sur la suppression de l’abattement de 10 % sur les salaires des femmes.

- 17 juillet, Chine : début de l'offensive communiste dans le nord du pays.

- 19 juillet, Allemagne : au procès de Nuremberg, la défense de von Schirach plaide non coupable expliquant : « von Schirach n’était pas de connivence avec les SS. Bien mieux, il est toujours resté suspect à Hitler ».

- 21 juillet :
  - Palestine : des terroristes juifs détruisent une aile entière de l'hôtel "Roi David", bilan : 76 morts, 46 personnes blessées et 29 portées disparues. Menahem Begin déclare : « La force de l'explosion a dépassé toutes nos espérances ».
  - Grand Prix automobile des Nations.
  - Le McDonnell FH-1 Phantom effectue un cycle appontage/décollage sur le porte-avions USS Franklin Roosevelt, devenant le premier appareil équipé seulement de réacteur opérationnel à partir d'un porte-avions.

- 22 juillet, États-Unis : fin de la Conférence internationale de la Santé qui s'est tenue à New York du 19 juin au 22 juillet 1946.

- 24 juillet : Bernard Lynch effectue la première éjection depuis un avion au sol, en l'occurrence un Gloster Meteor équipé d'un siège Martin-Baker.

- 25 juillet, États-Unis :
  - Explosion d'une bombe atomique sous-marine, dans l'atoll de Bikini.
  - 4 jeunes Noirs sont assassinés sauvagement sur le pont Ford Moore enjambant la rivière des Appalaches. Les assassins restèrent impunis malgré les mesures prises alors par le président Truman, vite oubliées dans les provinces du Sud alors encore soumis à une ségrégation très importante. Il fallut attendre 1991 pour qu'un témoin, Clinton Adams, raconte ce qu'il avait vu. Il s'était tu jusqu'alors par crainte pour sa vie, (en) Plus d'informations sur cette page.

- 27 juillet : premier vol du prototype 392 préfigurant le chasseur à réaction embarqué britannique Supermarine Attacker.

- 28 juillet :
  - France : discours du Général de Gaulle à Bar-le-Duc commémorant le massacre de la vallée de la Saulx (1944) : discours ici.
  - Allemagne : au procès de Nuremberg, le procureur général adjoint français Charles Dubost, résolu à rejeter tout système de défense reposant sur l'obéissance aux ordres, exige que la responsabilité individuelle des accusés soit reconnue et requiert expressément la peine de mort contre les vingt-deux accusés « solidairement responsables de la politique criminelle du Reich hitlérien », alors que le procureur général de la République française au tribunal militaire international, Champetier de Ribes déclare : « L’intérêt de ce procès est avant tout celui de la vérité historique. Grâce à lui, l’historien de l’avenir, comme le chroniqueur d’aujourd’hui, saura que l’œuvre de vingt siècles d’une civilisation qui se croyait éternelle a failli s’écrouler devant le retour d’une nouvelle forme de l’antique barbarie, plus sauvage d’être plus scientifique ».

- 31 juillet : création de la compagnie aérienne Scandinavian Airlines System (SAS) fruit d'une alliance des compagnies aériennes suédoises, norvégiennes et danoises.

## Naissances
- 1er juillet : Jean-Paul Bret, Catherine Weinzaepflen
- 2 juillet : Saïd Amadis, Richard Axel, Nicolas Pesques, Ron Silver
- 3 juillet : Diane Lucifera, Roger Mirmont, Carlos A. Ricelli
- 4 juillet : Ron Kovic, Fred Dryer
- 5 juillet :
  - Joël Sarlot
  - John Shipley
- 6 juillet : George W. Bush, Michael Milken, Sylvester Stallone, Toquinho
- 7 juillet : Anne Elliott, Joe Spano
- 8 juillet : 
  - Cynthia Gregory.
  - Stella Chiweshe, musicienne zimbabwéenne († 20 janvier 2023).
- 9 juillet : Bon Scott, William Sheller, Dominique Souchet
- 10 juillet : Roger Abbott, Jacques Heuclin, Sue Lyon
- 11 juillet : Patrice Caratini
- 13 juillet : João Bosco, Jean-Louis Bourlanges, Cheech Marin
- 14 juillet : Robert John Dunn, Sue Lawley, Maureen O'Connor, Mavourneen O'Connor, Vincent Pastore
- 15 juillet : 
  - Maray Aires, Linda Ronstadt, Shelley von Strunckel.
  - Hassanal Bolkiah, sultan du Brunei depuis 1967.
- 17 juillet : Jean-Paul Anciaux, Jean-Marie Binetruy, Gerald Gallego, Éric Leman, Leon Jerome Oziel
- 18 juillet : Diane McIntyre
- 19 juillet : Alan Gorrie, Ilie Năstase, Suzanne de Passe
- 20 juillet : Randal Kleiser, Alain Lambert, Alain le Garrec (homme politique)
- 21 juillet : 
  - Mel Damski, réalisateur américain.
  - Kenneth Starr, juriste américain († 13 septembre 2022).
- 22 juillet : Danny Glover, Mireille Mathieu, Fernando de Morais, Paul Schrader, Paul-Loup Sulitzer
- 23 juillet : John Lennox
- 24 juillet : Hervé Vilard
- 25 juillet : Demetra George, Christian Kert, André Lebrun
- 26 juillet : Erwin Huber
- 27 juillet : Rade Šerbedžija
- 29 juillet : Bill Forsyth, Jean-Paul Huchon
- 30 juillet : Allan Clarke
- 31 juillet : Paul Strasburger, homme politique britannique.

## Décès
- 6 juillet : Jeanne Lanvin, couturière.
- 11 juillet : Paul Nash, peintre et graveur sur bois britannique (° 11 mai 1889).
- 13 juillet : Alfred Stieglitz, photographe.